# Bataillon autonome du Soudan occidental
Le bataillon autonome du Soudan occidental (BASO) est une unité militaire des troupes coloniales françaises, chargée de la défense de l'ouest du Soudan français (actuel Mali).

## Différentes dénominations
- 1er janvier 1947 : création du bataillon autonome du Soudan occidental à la dissolution du régiment de tirailleurs sénégalais du Soudan[1]
- 1er décembre 1958 : renommé 18e bataillon d'infanterie de marine[2]

## Historique
Le bataillon est en garnison à Kayes. Il est constitué de tirailleurs « sénégalais » et est chargé du maintien de l'ordre colonial. Dans les années 1950, il englobe également la 2e compagnie saharienne motorisée d'AOF à Nioro et le peloton méhariste de Oualata.

## Insigne
Homologué en 1951, l'insigne a la description officielle suivante : « Ancre traditionnelle des troupes coloniales d’or sur laquelle broche une rencontre de damalisque du même. Le tout sur fond bleu clair sur lequel se détachent de petites silhouettes de palmiers d’or reposant sur une divise d’or soutenue d’une mer « bleu foncé » le tout enfermé dans un mouvement en ovale rejoignant le haut de l’anneau de l’ancre ». D'après les explications données par le chef de corps en vue de l'homologation « Cet insigne cherche à symboliser la région où le Bataillon est implanté par la tête de damalisque, sur fond de palmiers et bande de sable...La partie basse de l’écu représente le fleuve Sénégal ». Sur le projet initial, le fleuve devait être « vert Nil » mais le fabricant, Drago, ne pouvait pas produire cet émail au moment de la commande.